# Hofanlage Holzhausen 2A
Die Hofanlage Holzhausen 2A in Beckeln, Ortsteil Holzhausen, Samtgemeinde Harpstedt, stammt aus dem 18. und 19. Jahrhundert.
Das Ensemble steht unter Denkmalschutz (Siehe auch Liste der Baudenkmale in Beckeln).

## Geschichte
Das Ensemble besteht aus
- dem  eingeschossigen giebelständigen Wohn- und Wirtschaftsgebäude von 1797 als Zweiständerhallenhaus in Fachwerk mit Steinausfachungen, mit reetgedecktem Krüppelwalmdach, Niedersachsengiebel mit Uhlenloch und Pferdeköpfen,
- der Scheune aus der ersten Hälfte des 19. Jahrhunderts in Fachwerk, mit Steinausfachungen und mit Satteldach,
- dem Schuppen in Fachwerk,
- dem Backspeicher in Fachwerk und mit Satteldach

Unklar ist, ob noch alle Nebengebäude bestehen.
Die Landesdenkmalpflege befand: „...geschichtliche Bedeutung ... als beispielhafte Hofanlage des späten 18. und 19. Jhs. ...“.